# Disensitise
Disensitise è il settimo album di studio del gruppo hardcore punk britannico Discharge, pubblicato nell'agosto 2008 da Cargo Records come autoproduzione e in seguito ripubblicato nel 2009 da Vile Records. Dopo la pubblicazione la band partì per un tour che toccò, oltre all'Inghilterra, Norvegia, Svezia, Finlandia, Spagna e Galles.
In questo album lo storico cantante Kelvin "Cal" Morris è stato sostituito da Anthony "Rat" Martin dei Varukers.

## Tracce
1. Blood of the Innocent – 2:45
2. CCTV – 2:42
3. What Method What Madness – 2:34
4. They Lie You Die – 2:46
5. Becomes Again & Again – 2:12
6. Spoils of War – 2:05
7. Persuasion=Power – 3:22
8. Web of Disadvantage – 2:25
9. Ignorance Your Surrender – 2:29
10. Kept in the Dark – 2:40
11. You Have the Gun – 2:34
12. Will Deceive You – 2:18
13. Beginning of the End – 2:34
14. No Return – 2:40

## Formazione
- Anthony "Rat" Martin - voce
- Tony "Bones" Roberts - chitarra
- Roy "Rainy" Wainwright - basso
- Dave Bridgwood - batteria

### Crediti[4]
- Bri Doom - ingegneria del suono